# Knivsta község
Knivsta község (svédül: Knivsta kommun) Svédország 290 községének egyike. Uppsala megyében található, székhelye Knivsta.

## Települések
A község települései:
| Település | Népesség | Megjegyzés         |
| --------- | -------- | ------------------ |
| Alsike    | 1682     |                    |
| Knivsta   | 6898     | a község székhelye |